# Речка (Боровичский район)
Речка — деревня в Железковском сельском поселении Боровичского муниципального района Новгородской области.
Деревня расположена на северном берегу озера Пирос. С западной части Речки расположена ещё одна деревня — Фаустово. Деревни разделяет река Саминка.

## История
До апреля 2010 года была административным центром Реченского сельского поселения, ныне упразднённого.

## Население
| 2010 |
| ---- |
| 55   |

## Транспорт
Автомобильные дороги в Лыкошино (12 км на юго-запад), Боровичи (21 км на север), а также до деревень Княжа и Молодёново. Ближайшая железнодорожная станция в Лыкошино.